# Țifești (okręg Vrancea)
Țifești – wieś w Rumunii, w okręgu Vrancea, w gminie Țifești. W 2011 roku liczyła 1091
mieszkańców.